# Скринька прокляття
«Скринька прокляття» (англ. Possession — «Одержимість») — американський фільм жахів 2012 від продюсера Сема Реймі і режисера Уле Борнедаль.
Вікове обмеження:
- рейтинг MPAA: PG-13
- категорія інформаційної продукції: 16+

## Зміст
Клайд Бренеке (Джеффрі Дін Морган) — розведений з дружиною, батько дванадцятирічної дівчинки Емілі (Наташа Каліс), а також — її сестри — Ханни Бренеке, приходить разом з молодшою донькою на ярмарок, який проводився в одному з сусідських дворів. Там Емілі сподобалася стара скринька, і вона попросила батька купити її. Люблячий і дбайливий батько Клайд в проханні не відмовив, сам не розуміючи, що насправді він купив.
Через деякий час Емілі стає одержимою цією скринькою, але батько не звертає на це увагуи і не бачить приводу для занепокоєння, адже всі діти прив'язуються до своїх іграшок. Але це була не просто прихильність. Незабаром Клайд помічає дивацтва в поведінці доньки. За сніданком, Емілі несподівано встромила виделку в руку свого батька; ввечері вона розмовляє зі своїм відображенням у дзеркалі; вона бачить видіння — одне з останніх змусило подумати Емілі, що рідний батько вдарив її. Та й сама Емілі помічає, що з нею щось не так. У ванні, коли дівчинка чистила зуби, з її рота вилізли два нелюдських пальця. Всюди в будинку заводяться метелики. Зрештою, підозри Клайда пали на недавно куплену скриньку. Емілі біжить в істериці на вулицю. Там, при світлі ліхтаря, в дівчинку «вселяються» метелики і вона падає на дорогу. Дружина Клайда в паніці — вона вважає, що в усьому винен її колишній чоловік. Після нетривалих роздуміву, Стефані забороняє Клайду зустрічатися і бачитися з дочками. Тоді останній вирішує все виправити. Він їде до церкви, але там йому відмовляють у допомозі. Тоді Клайд, зовсім засмучений такою ситуацією, просить допомоги у останнього, хто ще міг допомогти Клайду — цадик. Подумавши, обидва приходять до думки, що в скриньці живе Діббук, що чинить страшні речі зі своїми господарями. За допомогою цадика з Нью-Йорка батькові Емілі вдається прогнати демона. Під час сеансу екзорцизму, Діббук говорить через тіло Емілі дивним голосом. (Моменти з сцени, де цадик і Клайд звільняють тіло дівчинки від демона, за деякими коментарями в мережі Інтернет, запозичені з фільму «Екзорцист». Однак, дана інформація не підтверджується.) Все проходить успішно, і цадик зі скринькою їде. Однак, розмовляючи по телефону, потрапляє в ДТП з тяжкими наслідками. Фільм закінчується кадром зі скринькою, яка все ще не знищена, а голос демона говорить незрозумілою мовою якісь слова.

## Ролі
| Актор               | Роль               |
| ------------------- | ------------------ |
| Джеффрі Дін Морган  | Клайд Бренек       |
| Кіра Седжвік        | Стефані Бренек     |
| Наташа Каліс        | Ем Бренек          |
| Медісон Девенпорт   | Ханна Бренек       |
| Роб ЛаБелль         | Рассел             |
| Джей Бразо          | професор МакМанніс |
| Армін Чайм Корнфелд | Ребе Шах           |

## Цікаві факти
- Спочатку творці планували назвати фільм «Шкатулка діббука» (англ. Dibbuk Box). Але зрештою обрали назву «англ. Possession», яка одночасно означає і «володіння чим-небудь», і «одержимість». Варіант з назвою «Possession» більш зрозуміло відображає суть картини, ніж «Шкатулка діббука», адже мало хто знає значення слова «Діббук»;
- Спочатку Американська кіноасоціація присудила рейтинг R за «насильство, жах і надмірно хвилюючі образи». Фільм був відредагований і в результаті отримав рейтинг PG-13 за «матеріал дорослої тематики із застосуванням насильства і хвилюючих сцен».

## Знімальна група
- Режисер — Уле Борнедаль (дан. Ole Bornedal)
- Сценарист — Джульєтт Сноуден, Стайлз Вайт, Леслі Горнштейн
- Продюсер — Сем Реймі, Роберт Дж. Тейперт, Дж.Р. Янг
- Композитор — Антон Санко